# Radoma
Radoma (in ungherese Radoma) è un comune della Slovacchia facente parte del distretto di Svidník, nella regione di Prešov.